# Траян Димитров
Траян Димитров (роден на 6 декември 1997 г. в Плевен, България) е български футболист, играе като полузащитник и се състезава за Спартак Плевен.[източник? (Поискан днес)]

## Клубна кариера

### Спартак Плевен
Траян дебютира в официален мач за Спартак на 18 септември 2014, когато е едва на 16 години в мач за Купата на Аматьорската футболна лига срещу Левски 2007 (Левски). Плевенчани излизат в състав съставен предимно от юноши, но побеждават с 4:1, като Димитров забива два гола – по един в двете полувремена.[източник? (Поискан днес)]